# Мело (язык)
Мело — афразийский язык, на котором говорят к северо-востоку от территории языка баскето, на территории Мало-Коза зоны Северное Омо Региона Южных национальностей, народностей и народов в Эфиопии. Также язык мело похож на языки гамо, гофа и давро, а также лексически на 70 % похож на большинство разновидностей омотских языков.